# Катеновичи
Кате́новичи (бел. Каце́навічы) — деревня в Островецком районе Гродненской области Белоруссии. Входит в состав Михалишковского сельсовета.

## История
Первое упоминание в 1590 году. В деревне сохранилась усадьба Красовских. Здесь жили и писали свои научные работы преподаватель Виленского университета К. Н. Красовский и его сын Аполлинарий — будущий профессор Петербургского университета и теоретик архитектуры. Так же здесь были древние захоронения (круглые курганы).

## Население

### Численность
- 2019 год — 24 жителя

### Динамика
- 2009 год — 48 жителей (перепись населения)[3]
- 2019 год — 24 жителя (перепись населения)